# Monaster św. Aleksego w Moskwie

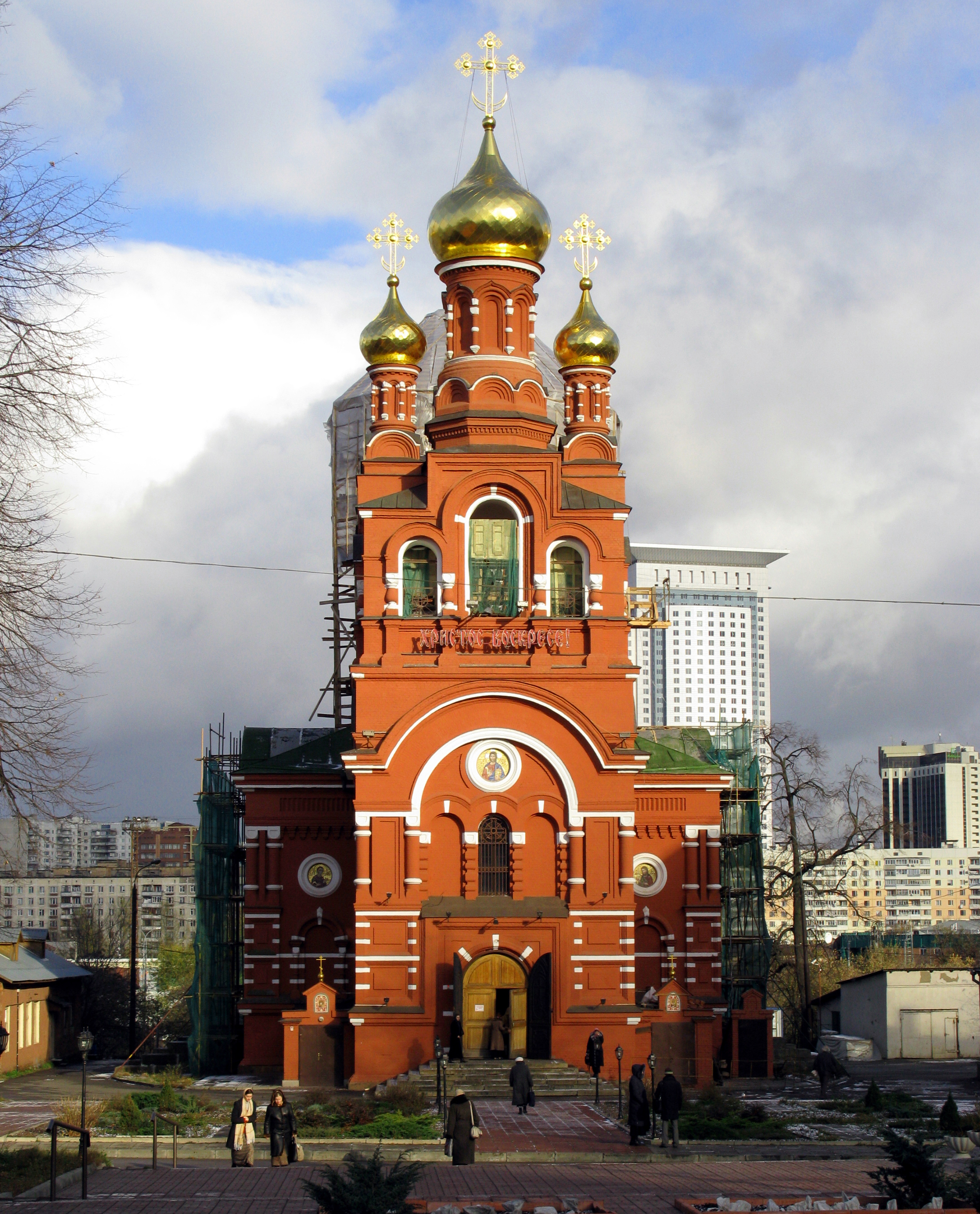
Cerkiew Wszystkich Świętych

Monaster św. Aleksego – prawosławny stauropigialny żeński klasztor w Moskwie, najstarsza wspólnota żeńska w stolicy Rosji.

## Historia

### Powstanie i pierwsze wieki funkcjonowania
Żeński monaster św. Aleksego, pierwszą taką wspólnotę w Moskwie, erygował w 1358 metropolita kijowski Aleksy. Początkowo mniszki żyły na terenie tzw. Ostrożja (współcześnie – pocz. XXI w. – zlokalizowany jest tam monaster Poczęcia św. Anny w Moskwie), wśród lasów i łąk, między rzekami Ostożenką i Moskwą. Pierwszymi mieszkankami monasteru były mniszki Eupraksja i Julianna, w życiu świeckim Julia i Uljana, rodzone siostry Aleksego. Obydwie kobiety po śmierci zaczęły być czczone jako święte mniszki; ich kanonizacja miała miejsce w 2000.
Według cerkiewnej tradycji pierwsza ihumenia monasteru – Julianna – była właśnie siostra metropolity Aleksego. Równocześnie latopis opisuje ją jako kobietę wywodzącą się z zamożnej rodziny z Jarosławia. Julianna kierowała monasterem do śmierci w 1393.
Na terenie monasteru w pierwszym stuleciu jego istnienia funkcjonował sobór Poczęcia św. Anny. W 1451 klasztor, zrujnowany po trzęsieniu ziemi z 1445, został splądrowany przez wojska tatarskie, zaś w 1514 zniszczył go kolejny pożar. Po tym wydarzeniu na potrzeby wspólnoty zbudowana została nowa kamienna cerkiew Przemienienia Pańskiego i św. Aleksego z bocznymi ołtarzami Poczęcia św. Anny oraz Tichwińskiej Ikony Matki Bożej. Obiekt został całkowicie zniszczony w czasie wielkiego pożaru Moskwy w 1547. Po tym wydarzeniu siedzibę klasztoru przeniesiono na nowe miejsce, w obrębie tzw. Białego Miasta (Biełyj gorod).

### 1625–1837
Monaster został całkowicie zniszczony w czasie wielkiej smuty. Dopiero w 1625 car Michał I i jego ojciec, patriarcha moskiewski i całej Rusi Filaret, zdecydowali o jego ponownym otwarciu. Na potrzeby mniszek wzniesiono cerkiew św. Aleksego z ołtarzami bocznymi Tichwińskiej Ikony Matki Bożej oraz Poczęcia św. Anny. Już po czterech latach od reaktywacji monaster spłonął po raz kolejny. Ponownie jego odbudowę sfinansował car, który regularnie przybywał do świątyni na modlitwę. Z jego inicjatywy w monasterze zbudowano cerkiew z czterema ołtarzami: głównym Przemienienia Pańskiego i bocznymi o wezwaniach takich, jak ołtarze w świątyni wzniesionej w 1625.
W 1764, w czasie sekularyzacji dóbr kościelnych i ustanowienia podziału monasterów na klasy, wspólnota św. Aleksego otrzymała rangę II klasy. Zlikwidowano w niej również pełną wspólnotę i wprowadzono obowiązek samodzielnego utrzymywania się przez mniszki (poza dotacją państwową). W 1812, po wkroczeniu Wielkiej Armii Napoleona I do Moskwy, monaster został rozgrabiony i częściowo spalony (ocalała jedynie cerkiew). Natychmiast po wycofaniu się Francuzów ze stolicy Rosji przystąpiono do prac remontowych. Klasztorem szczególnie opiekował się arcybiskup moskiewski Augustyn.
Monaster po raz drugi zmieniał lokalizację w związku z budową soboru Chrystusa Zbawiciela – wotum cara Aleksandra I za zwycięstwo nad Napoleonem. Miejsce, gdzie funkcjonowała wspólnota, uznano za najodpowiedniejsze dla wzniesienia ogromnej świątyni. W związku z tym metropolita moskiewski Filaret polecił przeniesienie żeńskiego monasteru na miejsce przy cerkwi Podwyższenia Krzyża Pańskiego we wsi Krasnoje Sieło. W 1837 mniszki przeniosły się do nowej siedziby.

### 1837–1917
Początkowo jedyną cerkwią monasterską była dawna parafialna świątynia Podwyższenia Krzyża Pańskiego z bocznym ołtarzem Tichwińskiej Ikony Matki Bożej. W 1841, dzięki staraniom ihumenii Klaudii, budowlę powiększono o trzeci ołtarz św. Aleksego. W 1853, na polecenie ihumenii Hilarii, powstała nowa cerkiew św. Aleksego z ołtarzami bocznymi Gruzińskiej Ikony Matki Bożej oraz św. Pawła z Latros. Budowlę tę zaprojektował M. Bykowski, który stworzył projekt świątyni nawiązującej do architektury cerkiewnej XVII w.. W 1857 po raz kolejny rozbudowana została cerkiew Podwyższenia Krzyża Świętego.
Aby uboga wspólnota mogła uzyskać dodatkowy dochód, metropolita Filaret udzielił mniszkom zgody na prowadzenie cmentarza, na którym miejsce mogły wykupić także osoby świeckie. Stał się on miejscem pochówku wielu znaczących moskiewskich rodzin kupieckich oraz szlacheckich.
Rozkwit monasteru związany jest postacią ihumeni Antoniny (Troiliny), córki duchownej metropolity moskiewskiego Filareta, która kierowała wspólnotą od 1871 do 1897. W okresie kierowania przez nią klasztorem przywrócona została w nim pełna wspólnota, wzniesiono przy monasterze szpital i nowe świątynie, w tym cerkiew Wszystkich Świętych, poświęcony w 1891 przez metropolitę moskiewskiego Joannicjusza. W świątyni tej wystawiona dla kultu była cudowna ikona Matki Bożej „Uzdrowicielka”. W budynku znajdował się także marmurowy ikonostas wykonany według projektu D. Cziczagowa. Od 1871 przy klasztorze działała szkoła dla prawosławnych Serbek i Bułgarek, naukę w monasterskiej szkole mogły pobierać również dziewczęta z rodzin białego duchowieństwa. Mniszki pracowały również w żeńskim oddziale szpitala więziennego w Moskwie, zaś na terenie klasztoru wydawały obiady dla ubogich kobiet. W 1889 otworzyły przytułek dla setki ubogich płci obojga.
W okresie kierowania monasterem przez ihumenię Antoninę klasztor św. Aleksego stał się także znaczącym ośrodkiem życia duchowego, odwiedzanym licznie przez wiernych. Ihumenia utrzymywała kontakty z Janem Kronsztadzkim, Mikołajem (Kasatkinem) i Ignacym (Brianczaninowem).
W 1899 według projektu A. Łatkowa po raz kolejny przebudowana została cerkiew św. Aleksego. W 1907 w monasterze żyło 51 mniszek i 47 posłusznic.

### Po 1917
Po rewolucji październikowej mniszkom odebrano część kompleksu monasterskiego, w którym rozlokowano robotników. Klasztor został ostatecznie zamknięty w 1924. Cała wspólnota została wysiedlona, zniszczony został monasterski cmentarz, zamknięto także wszystkie cerkwie. Świątynie zaadaptowano do celów świeckich: w cerkwi św. Aleksego rozlokowano Dom Pionierów. Cerkiew Wszystkich Świętych od lat 60. do 1989 pełniła funkcje archiwum i fabryki. Zniszczony został budynek szpitala monasterskiego z jego domową cerkwią oraz cerkiew Podwyższenia Krzyża Pańskiego.
Wysiedlone mniszki żyły w grupach w prywatnych mieszkaniach, starały się w miarę możliwości kontynuować życie monastyczne według dawnej reguły. Część zakonnic opuściła Moskwę. Jedna z grup do 1931 żyła w budynku na terenie dawnego klasztoru. Mniszki te w 1931 zostały skazane na zesłanie. Dwie byłe mieszkanki monasteru św. Aleksego, mniszki Wassa i Tatjana, zostały rozstrzelane.

### Po upadku ZSRR
Cerkiew Wszystkich Świętych została zwrócona Rosyjskiemu Kościołowi Prawosławnemu i ponownie przystosowana do celów sakralnych w 1991. Jest to świątynia dwupoziomowa z dolną cerkwią Kazańskiej Ikony Matki Bożej, a od 2002 także z lewym ołtarzem św. Aleksego. W 2006 kompleks cerkiewny otrzymał status patriarszego metochionu, zaś w 2013 Święty Synod reaktywował monaster św. Aleksego.

## Związani z monasterem
W monasterze św. Aleksego żyła jako mniszka była małżonka Nikity Minowa, późniejszego patriarchy moskiewskiego i całej Rusi Nikona. Złożyła ona śluby mnisze przekonana do tego przez męża – białego duchownego, który postanowił wstąpić do monasteru. Jako schimniszka nosiła imię zakonne Taisa.
Mniszkami w monasterze św. Aleksego były dwie pierwsze przełożone monasteru św. Marii Magdaleny w Wilnie: ihumenie Flawiana i Antonina. Z moskiewskiej wspólnoty pochodziła także Eupraksja (Miłowidowa), współtwórczyni monasteru Wniebowstąpienia Pańskiego na Górze Oliwnej, przełożona monasteru św. Nikity w Moskwie ihumenia Paisja oraz pierwsza przełożona monasteru Trójcy Świętej i św. Aleksandra Newskiego w Akatowie mniszka Eutychia.
Po rewolucji październikowej w monasterze osiedliła się na krótko mniszka Wiera (Mierkułowa) (później schimniszka Michalina), szczególnie szanowana przez wiernych.
W monasterze żyły posłusznice, kanonizowane jako święte mniszki-męczennice i  zaliczone do Soboru Świętych Męczenników i Wyznawców Rosyjskich: Anna Makandina, Matrona Makandina oraz Eufrozyna Timofiejewa.